# Phyllosticta straminella
Phyllosticta straminella är en svampart som beskrevs av Bres. 1896. Phyllosticta straminella ingår i släktet Phyllosticta och familjen Botryosphaeriaceae.   Inga underarter finns listade i Catalogue of Life.